# Mesosa andrewsi
Mesosa andrewsi là một loài bọ cánh cứng trong họ Cerambycidae.